# 현한
현한(玄漢, 23년 ~ 25년)은 경시제(更始帝) 유현(劉玄)이 23년에 왕망(王莽)의 신나라를 멸망시키고 세운 황조이다. 경시제가 죽고 족제(族弟)인 유수(劉秀)가 후한(後漢)을 세우면서 멸망하였다. 경시제의 이름인 현(玄)을 따서 역사에선 현한(玄漢)이라고 부르며, 또 경시제의 존호에서 따서 경시정권(更始政權)이라고도 한다.

## 건립과 멸망

### 건립 과정
경시제 유현이 신나라에 반기를 든 녹림군에 들어가서 경시장군(更始將軍)이 되었다. 신나라가 망하고 왕망이 피살된 후에, 연합군이 경시장군 유현은 전한의 종실이고 경제(景帝)의 현손인데다 황제로 세울 유씨는 그 밖에 없다고 여겨 이에 한나라를 재건하고 경시장군을 황제로 옹립하였다.

### 멸망
이렇게 현한이 세워졌는데, 경시제는 무능하고 궁정 생활에 빠져 마침내 나라를 망쳤다. 적미군이 장안을 공격할 때에도 중요 장수들을 살해하였고, 결국 패배해 투항하였으나 이후 피살되자 현한은 멸망하고 유수가 후한을 세웠다.

## 역대 황제
1대:경시제 유현

## 제후
이하의 제후들은 24년 2월 일괄적으로 봉해졌다.
- 정도왕 유지
- 완왕 유사
- 연왕 유경
- 원씨왕 유흡
- 한중왕 유가
- 여음왕 유신
- 비양왕 왕광
- 의성왕 왕봉
- 교동왕 주유 → 본인의 거부로 취소
- 회양왕 장앙
- 등왕 왕상
- 양왕 요담
- 평씨왕 신도건
- 수왕 호은
- 서평왕 이통
- 무음왕 이일
- 양읍왕 성단
- 음평왕 진목
- 영음왕 송조
- 언왕 윤준

이하는 봉해진 시기를 정확히 알 수 없다.
- 늠구왕(廩丘王) 전립(田立)
- 백호공(白虎公) 진교(陳僑)

늠구왕 전립은 이일, 주유, 진교와 함께 낙양을 지켰으나, 현한에서 자립한 후한 광무제와 싸우다가 져 낙양성에서 포위되자 25년 음력 8월에 후한에 투항했다.
백호공 진교는 이일, 주유, 전립과 함께 낙양을 지켰다.

이상의 제후들 중 연·회양·한중 3국, 그리고 취소된 교동국왕을 제외한 왕들은 모두 현에 봉해졌다. 완·비양·등·양·수·서평·무음은 남양군, 원씨는 상산군, 의성은 남군, 양읍은 진류군, 여음·서평은 여남군, 음평은 동해군, 영음·언은 영천군, 늠구는 동군에 속한다.